# Grab des Mahdi

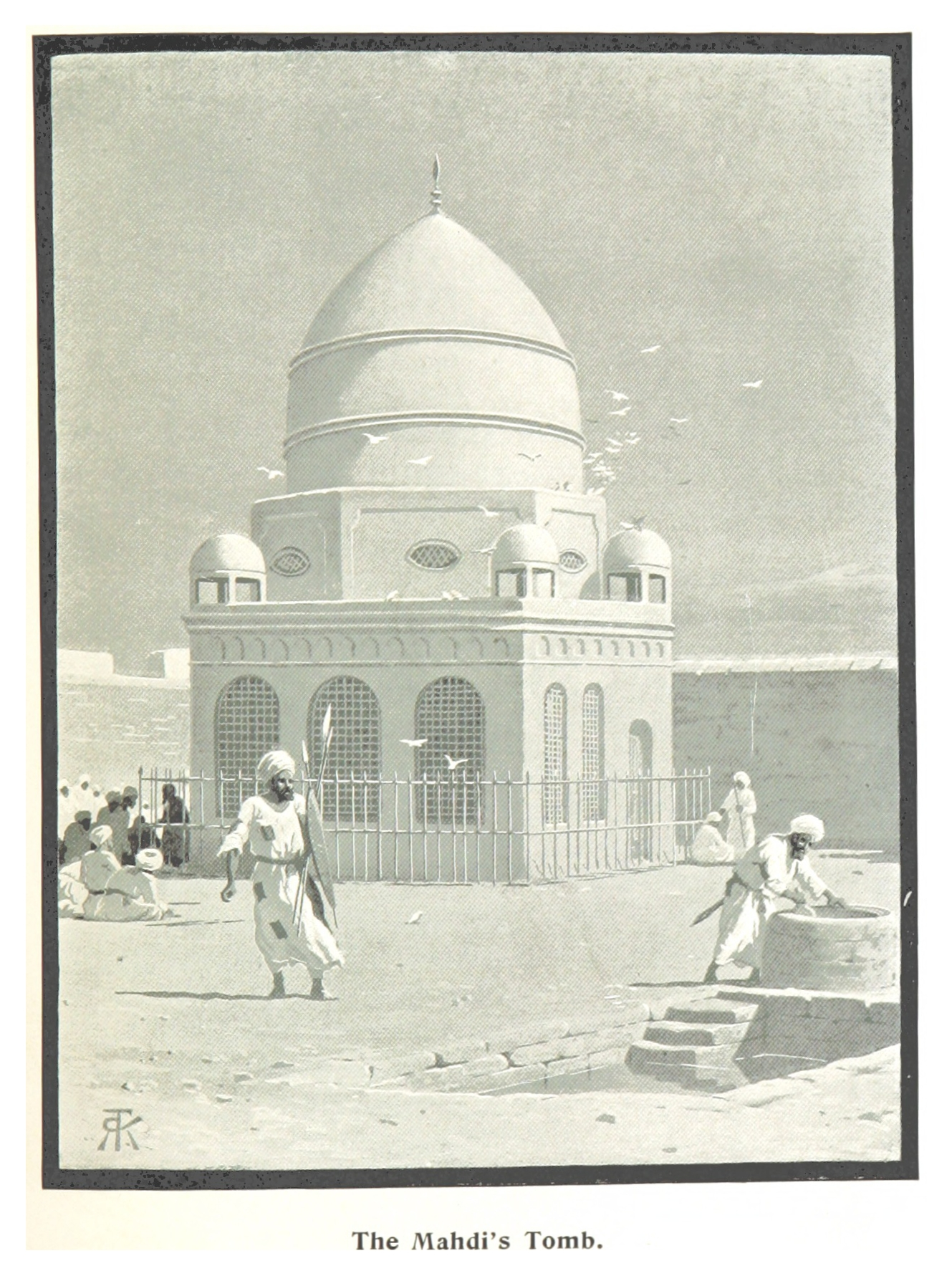
Das Grab des Mahdi 1895

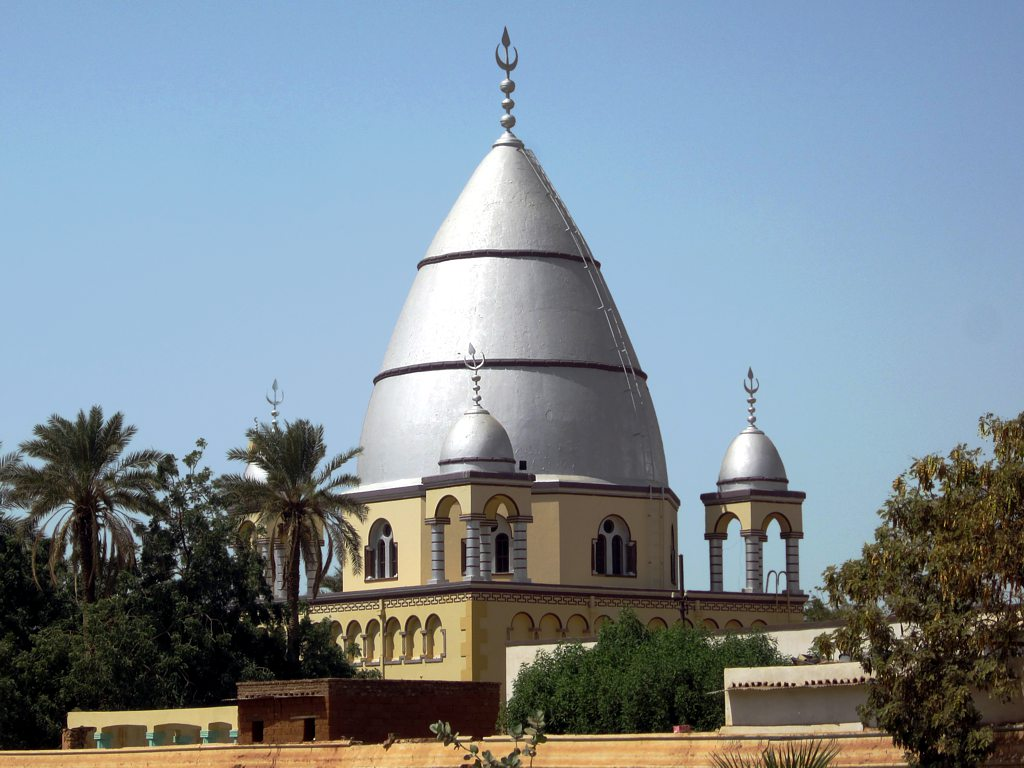
Das Grab des Mahdi heute

Das Grab des Mahdi ist eine Qubba in der Stadt Omdurman. Es ist die Grabstätte von Muhammad Ahmad, der als Mahdi im späten 19. Jahrhundert den Mahdi-Aufstand gegen die ägyptische Herrschaft im Sudan anführte. 

## Muhammad Ahmad, der Mahdi
Im Sudan, der ab 1821 unter die Herrschaft der osmanischen Khediven von Ägypten gekommen war, scharte Muhammad Ahmad ab 1871 Anhänger um sich und predigte für die Rückkehr zu den Werten des Koran und gegen die Fremdherrschaft. Abdallahi ibn Muhammad, sein späterer Nachfolger, betrachtete ihn als den Mahdi. Der Mahdi ist im Islam der letzte von Allah auserwählte Führer der Gläubigen, der das Unrecht auf der Welt beseitigen wird. 1881 erklärte sich Muhammad Ahmad schließlich selbst zum Mahdi und es begann der nach ihm benannte Aufstand. Dieser gipfelte 1884 in der Erstürmung Khartums, der Einnahme großer Teile des Sudans und der Errichtung des Kalifats von Omdurman. 

## Grabstätte
Muhammad Ahmad starb kurz nach dem Sieg und wurde in Omdurman begraben. Eine Qubba (Arabisch: قُبَّة) wurde als Grab errichtet. Der Mahdistenstaat wurde vom Nachfolger des Mahdī, Kalif Abdallahi ibn Muhammad, bis 1898 geführt.
Ab 1896 begann eine anglo-ägyptische Streitmacht unter der Führung von Lord Kitchener mit der Rückeroberung des Sudans. Diese endete mit der Schlacht von Omdurman, welche das Ende der Vorherrschaft der Mahdisten im Sudan und markierte. Nach der Schlacht wurde das Grabmal des Mahdi auf Befehl von Lord Kitchener durch Schüsse seiner Dampfschiffe auf dem Nil schwer beschädigt. Winston Churchill, der an der Schlacht von Omdurman teilnahm und ein Buch über den Kreuzzug gegen das Reich des Mahdi (so der deutsche Titel seines Buches The River War) schrieb, berichtete, Kitchener habe das Grabmal bis auf die Grundmauern abreißen und die Leiche des Mahdi ausgraben lassen. Danach wurde der Kopf vom Leib getrennt und der Rumpf in den Nil geworfen. Der Kopf wurde eine Zeitlang als Trophäe ausgestellt, bis er auf Anordnung von Lord Cromer in Wadi Halfa bestattet wurde.
Das Grab wurde 1947 unter der Leitung des Sohnes des Mahdi, Abd al-Rahman al-Mahdi, rekonstruiert. Das Grabmal wurde von der UNESCO als Stätte von „herausragendem kulturellem Wert“ aufgeführt. Direkt neben dem Grab steht das Haus des Khalifa, ein Museum, in dem Relikte aus der Zeit des Mahdi-Aufstands und der Besatzerzeit, unter anderem eines der ältesten Automobile der Welt, zu sehen sind.